# Spofforth Castle
Spofforth Castle er ruinen af en befæstet herregård i landsbyen Spofforth, North Yorkshire, England.
Den blev opført af Henry de Percy i begyndelsen af 1300-tallet, da han fik licens til krenelering. Der blev efterfølgende foretaget flere ombygninger i 1300- og 1400-tallet. Den blev ødelagt under den engelske borgerkrig.
I dag drives den af English Heritage som turistattraktion. Det er en listed building af anden grad.